# Samantha Bentley

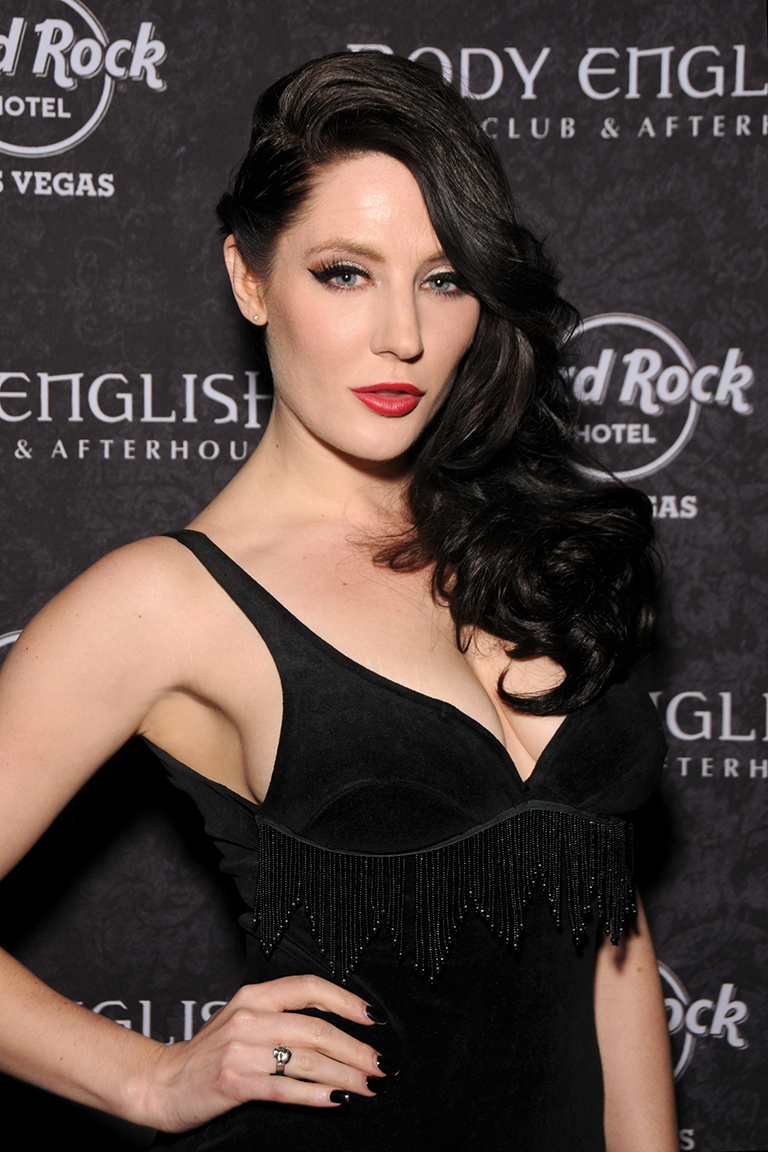
Samantha Bentley in 2014

Samantha Bentley (* 8. Oktober 1987 in South London, England) ist eine ehemalige britische Pornodarstellerin, Model und Schauspielerin.

## Leben
Bentley wuchs im Süden von London auf. Sie hatte ein Designstudium begonnen und arbeitete nebenbei als Model und Stripperin. Ihre Karriere als erotisches Fotomodell begann mit einem Bild auf der berühmten Seite 3 der Zeitung The Sun. Im August 2015 war sie das Pet of the Month des Magazins Penthouse. Im Alter von 20 Jahren begann sie Amateurvideos zu drehen und stieg zwei Jahre später ins Pornogeschäft ein. Seitdem hat sie laut IAFD in über 150 Filmen mitgespielt.
2013 war sie in einer Folge der vierten Staffel der Serie Game of Thrones zu sehen. Sie spielte dort eine Prostituierte. In der fünften Staffel trat Samantha Bentley in zwei weiteren Episoden auf. Neben ihrer Tätigkeit als Pornodarstellerin macht sie auch Musik. Ihre erste Single mit dem Title Again veröffentlichte sie im Oktober 2017 unter dem Künstlernamen Bad Bentley.

## Filmografie (Auswahl)
Pornofilm
- 2012: Sluts On The Clock
- 2013: Brit School Brats
- 2013: Samantha Bentley Is Filthy
- 2013: Hooked Up

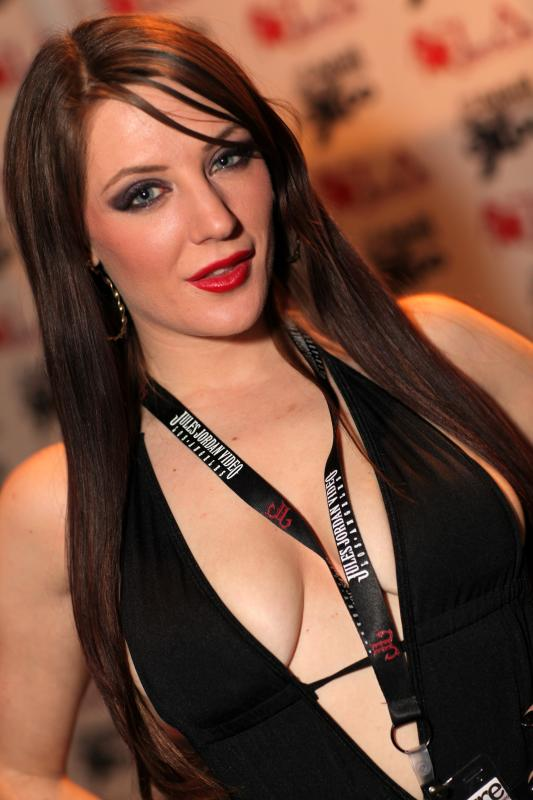
Samantha Bentley bei der AEE Expo in Las Vegas 2013

- 2013: Private Gold 157: College Whores
- 2013: Young Harlots: Italian Job
- 2013: Young Harlots: Slutty Delinquents
- 2014: Blowjob: Samantha Bentley – Blew Me Through the Roof
- 2014: Brooklyn Lee: Nymphomaniac
- 2014: Courtesan Blowjob Giver
- 2014: Game Of Holes
- 2014: Movie Style Anal Burst
- 2014: Pleasure Professionals 2
- 2014: UK Sporty Babes 01
- 2014: Eternal Valentine
- 2015: Anal Threesome
- 2015: Executive Affairs Scene 4
- 2015: French Maid to Hire 2
- 2015: Fuck My Ass #5
- 2015: Housemates 2
- 2015: Lesbian Adventures: Older Women, Younger Girls 7
- 2015: Oral Alarm Clock
- 2015: Pussy Pleasers
- 2015: Rocco’s Perfect Slaves 2
- 2015: Toy Story – From Dildo Sucking to Ball Licking In One Audition
- 2016: Pretty Little Playthings
- 2016: Escort magazine
- 2016: Nymphomaniac Confessions
- 2016: Hard In Love
- 2016: Breaking Asses 05
- 2016: My Stepmom Is A Total MILF 2
- 2016: The Maniac Masseuse
- 2016: Spank Me Harder 2
- 2017: Rocco’s Italian Porn Bootcamp 2
- 2017: Seductive Vixens
- 2018: Cum Covered Amateurs
- 2018: Soaped Up! 6
- 2019: Girls Seeking Pussy
- 2019: Pink Is the New Black
- 2019: Share With My Girlfriend
- 2019: She Is Really Going to Enjoy It
- 2020: Baron’s Whores
- 2020: Fucking the Delivery Guy (II)
- 2020: Samantha Bentley: Tear My Ass Up

Schauspielerin
- 2013: Game of Thrones (3 Folgen)

## Auszeichnungen & Nominierungen
- 2013 Paul Raymond Award – British Model of the Year
- 2013 Paul Raymond Award – Female Performer of the Year
- 2013: AVN Award für Best All-Girl Group Sex Scene in Brooklyn Lee: Nymphomaniac (mit Ruth Medina und Brooklyn Lee)
- 2014: XBIZ-Award-Nominierung – Foreign Female Performer of the Year
- 2015: AVN Award für Best Sex Scene in a Foreign-Shot Production (mit Henessy und Rocco Siffredi)[3]